# Списък с филмите на „Уорнър Брос“ (1918 – 1929)
Това е списък с филмите, които са продуцирани, ко-продуцирани, и/или разпространени от Уорнър Брос и също неговата дъщерна компания First National Pictures през 1918-1929 г. От 1928 до 1936 г., филмите на First National продължават да бъдат кредитирани единствено от „First National Pictures“. През 1936 г. акционерите от First National Pictures, Inc. (преди всичко Уорнър Брос) гласуваха да разтворят корпорацията и да не разделят First National Pictures, който бяха създали.

## 1910-те години

### 1918
| Премиера            | Заглавие                       | Бележки                |
| ------------------- | ------------------------------ | ---------------------- |
| 10 март 1918 г.     | Моите четири години в Германия | Първият филм на Уорнър |
| 25 декември 1918 г. | Kaiser's Finish                | изгубен филм           |

### 1919
| Премиера           | Заглавие        | Бележки                                           |
| ------------------ | --------------- | ------------------------------------------------- |
| 24 май 1919 г.     | Отвори си очите | съществуващ                                       |
| 1 юни 1919 г.      | Пазете се!      | оцеляващ печат                                    |
| 30 ноември 1919 г. | Скорост         | първият късометражен филм на Уорнър; изгубен филм |

## 1920-те години

### 1920
| Премиера         | Заглавие        | Бележки           |
| ---------------- | --------------- | ----------------- |
| 1 януари 1920 г. | The Lost City   |                   |
| 2 април 1920 г.  | Parted Curtains | смятан за изгубен |

### 1921
| Премиера            | Заглавие               | Бележки |
| ------------------- | ---------------------- | --- |
| 16 юли 1921 г.      | Miracles of the Jungle | |
| 8 август 1921 г.    | School Days            | Най-скъпия филм на Уорнър с печалба от $133,000 и най-високобюджетният филм със световни наеми от $578,000. |
| 4 септември 1921 г. | Why Girls Leave Home   | смятан за изгубен                                                                                           |
| 25 декември 1921 г. | Ashamed of Parents     | смятан за изгубен                                                                                           |

### 1922
| Премиера             | Заглавие                 | Бележки                                                     |
| -------------------- | ------------------------ | ----------------------------------------------------------- |
| 26 март 1922 г.      | Your Best Friend         | смятан за изгубен                                           |
| 24 септември 1922 г. | Rags to Riches           | смятан за изгубен                                           |
| 1 ноември 1922 г.    | A Dangerous Adventure    | Незавършен. Най-скъпия филм на Уорнър с печалба от $175,000 |
| 10 декември 1922 г.  | The Beautiful and Damned | смятан за изгубен                                           |
| 24 декември 1922 г.  | Heroes of the Street     |                                                             |

### 1923
| Премиера             | Заглавие                        | Бележки                                                                               |
| -------------------- | ------------------------------- | ------------------------------------------------------------------------------------- |
| 4 март 1923 г.       | Brass                           |                                                                                       |
| 15 март 1923 г.      | The Tie That Binds              | смятан за изгубен                                                                     |
| 29 март 1923 г.      | Little Church Around the Corner |                                                                                       |
| 25 април 1923 г.     | Main Street                     | Първия филм, пуснат след официалната настройка на 4 април 1923 г.; смятан за изгубен. |
| 1 юли 1923 г.        | Where the North Begins          |                                                                                       |
| 19 август 1923 г.    | Little Johnny Jones             | смятан за изгубен                                                                     |
| 21 август 1923 г.    | The Printer's Devil             | смятан за изгубен                                                                     |
| 22 септември 1923 г. | The Gold Diggers                |                                                                                       |
| 4 ноември 1923 г.    | The Country Kid                 |                                                                                       |
| 8 декември 1923 г.   | Lucretia Lombard                |                                                                                       |
| 9 декември 1923 г.   | Tiger Rose                      | съкратен/незавършен. Най-скъпият филм на Уорнър с печалба от $436,000.                |

### 1924
| Премиера            | Заглавие                  | Бележки                                       |
| ------------------- | ------------------------- | --------------------------------------------- |
| 12 януари 1924 г.   | Conductor 1492            |                                               |
| 2 февруари 1924 г.  | George Washington Jr.     |                                               |
| 9 февруари 1924 г.  | Daddies                   |                                               |
| 10 февруари 1924 г. | The Marriage Circle       |                                               |
| 30 март 1924 г.     | Beau Brummel              |                                               |
| 1 май 1924 г.       | How to Educate a Wife     |                                               |
| 31 май 1924 г.      | Broadway After Dark       | единствено разпространение; смятан за изгубен |
| 15 юни 1924 г.      | Babbitt                   | смятан за изгубен                             |
| 1 юли 1924 г.       | Being Respectable         | смятан за изгубен                             |
| 24 юли 1924 г.      | Her Marriage Vow          | оцеляващ, Filmarchiv Austria                  |
| 1 август 1924 г.    | Cornered                  | смятан за изгубен                             |
| 10 август 1924 г.   | Lover's Lane              | смятан за изгубен                             |
| 25 август 1924 г.   | The Tenth Woman           | смятан за изгубен                             |
| 1 септември 1924 г. | Find Your Man             |                                               |
| 19 октомври 1924 г. | Three Women               |                                               |
| октомври 1924 г.    | This Woman                |                                               |
| 1 ноември 1924 г.   | Невинни години            | смятан за изгубен                             |
| 16 ноември 1924 г.  | Любовникът на Камил       | оцеляващ, Film Archive Austria, Wien          |
| 26 ноември 1924 г.  | Черният лебед             | смятан за изгубен                             |
| 1 декември 1924 г.  | The Lighthouse by the Sea | оцеляващ, много архивни фондове               |
| 18 декември 1924 г. | A Lost Lady               | смятан за изгубен                             |

### 1925
| Премиера             | Заглавие                     | Бележки                                                            |
| -------------------- | ---------------------------- | ------------------------------------------------------------------ |
| 1 януари 1925 г.     | The Bridge of Sighs          | оцеляващ, Archives Du Film Du CNC, Bois d'Arcy                     |
| 11 януари 1925 г.    | The Narrow Street            | смятан за изгубен                                                  |
| 15 март 1925 г.      | On Thin Ice                  | изгубен филм                                                       |
| 29 март 1925 г.      | A Broadway Butterfly         | смятан за изгубен                                                  |
| 26 април 1925 г.     | Recompense                   | изгубен филм                                                       |
| 16 май 1925 г.       | My Wife and I                | изгубен филм                                                       |
| 7 юни 1925 г.        | The Man Without a Conscience | оцеляващ, Danish Film Institute, Копенхаген                        |
| 6 юли 1925 г.        | Eve's Lover                  | изгубен филм                                                       |
| 13 юли 1925 г.       | Tracked in the Snow Country  | оцеляващ, Cinemateket-Svenska Film institutet, Стокхолм            |
| 25 юли 1925 г.       | How Baxter Butted In         | смятан за изгубен                                                  |
| 1 август 1925 г.     | Kiss Me Again                | смятан за изгубен                                                  |
| 6 август 1925 г.     | The Woman Hater              | изгубен филм                                                       |
| 5 септември 1925 г.  | The Limited Mail             | оцеляващ, много архивни фондове                                    |
| 12 септември 1925 г. | The Wife Who Wasn't Wanted   | изгубен филм                                                       |
| 19 септември 1925 г. | His Majesty, Bunker Bean     | оцеляващ, незавършена/съкратена версия от UCLA Film and TV Archive |
| 26 септември 1925 г. | Below the Line               | оцеляващ, незавършена/съкратена версия                             |
| 11 октомври 1925 г.  | The Man on the Box           | оцеляващ, George Eastman and UCLA Film and Television Archive      |
| 24 октомври 1925 г.  | Compromise                   |                                                                    |
| 25 октомври 1925 г.  | Bobbed Hair                  | оцеляващ, Filmoteca de Catalunya, Барселона                        |
| 31 октомври 1925 г.  | Red Hot Tires                | оцеляващ, Library of Congress                                      |
| 7 ноември 1925 г.    | Seven Sinners                | съществуващ                                                        |
| 14 ноември 1925 г.   | Satan in Sables              | оцеляващ, Музей на модерното изкуство, Ню Йорк Сити                |
| 21 ноември 1925 г.   | Rose of the World            | смятан за изгубен                                                  |
| 28 ноември 1925 г.   | The Clash of the Wolves      | оцеляващ, много архивни фондове                                    |
| 5 декември 1925 г.   | Three Weeks in Paris         | смятан за изгубен                                                  |
| 12 декември 1925 г.  | Hogan's Alley                | оцеляващ, незавършена/съкратена версия                             |
| 19 декември 1925 г.  | Pleasure Buyers              | оцеляващ, Музей на модерното изкуство, Ню Йорк Сити                |
| 26 декември 1925 г.  | Lady Windermere's Fan        | оцеляващ, незавършена/съкратена версия                             |

### 1926
| Премиера            | Заглавие                   | Бележки |
| ------------------- | -------------------------- | --- |
| 8 януари 1926 г.    | The Fighting Edge          | изгубен филм |
| 15 януари 1926 г.   | His Jazz Bride             | изгубен филм |
| 15 януари 1926 г.   | The Sea Beast              | оцеляващ, няколко архивни фондове. Най-скъпия филм на Уорнър с печалба от $503,000 но също е най-високобюджетният филм, надминаващ „Училищни дни“ със световни наеми от $938,000                     |
| 22 януари 1926 г.   | The Man Upstairs           | изгубен филм |
| 30 януари 1926 г.   | The Golden Cocoon          | изгубен филм |
| 6 февруари 1926 г.  | The Caveman                | оцеляващ, незавършва със само една изгубена макара |
| 13 февруари 1926 г. | The Love Toy               | изгубен филм |
| 20 февруари 1926 г. | Bride of the Storm         | смятан за изгубен |
| 27 февруари 1926 г. | The Night Cry              | оцеляващ, много архивни фондове |
| 1 март 1926 г.      | Why Girls Go Back Home     | смятан за изгубен |
| 6 март 1926 г.      | The Little Irish Girl      | смятан за изгубен |
| 7 март 1926 г.      | Oh! What a Nurse!          | оцеляващ, много архивни фондове |
| 13 март 1926 г.     | The Gilded Highway         | изгубен филм |
| 17 март 1926 г.     | Other Women's Husbands     | изгубен филм |
| 20 март 1926 г.     | The Sap                    | изгубен филм |
| 1 май 1926 г.       | Hell-Bent for Heaven       | изгубен филм |
| 14 май 1926 г.      | Silken Shackles            | смятан за изгубен |
| 15 май 1926 г.      | The Social Highwayman      | оцеляващ, Cineteca Italiana, Милано, Италия |
| 19 юни 1926 г.      | Footloose Widows           | оцеляващ, Библиотека на Конгреса |
| 10 юли 1926 г.      | The Passionate Quest       | оцеляващ, Библиотека на Конгреса и Filmmuseum Nederland (EYE Institut) |
| 24 юли 1926 г.      | A Hero of the Big Snows    | оцеляващ, много архивни копия |
| 31 юли 1926 г.      | So This Is Paris           | |
| 6 август 1926 г.    | Дон Жуан                   | Синхронизирана музика; оцеляващ, много архивни копия. Най-скъпия филм на Уорнър с печалба от $546,000 но също е най-високобюджетния филм, надминаващ „Морския звяр“ със световни наеми от $1,693,000 |
| 14 август 1926 г.   | Разбитите сърца на Холивуд | Синхронизирана музика; оцеляващ, Библиотека на Конгреса, Филмовия архив на Академията (Бевърли Хилс)                                                                                                 |
| 2 септември 1926 г. | The Honeymoon Express      | изгубен филм |
| 1 октомври 1926 г.  | Милионери                  | изгубен филм |
| 2 октомври 1926 г.  | Across the Pacific         | изгубен филм |
| 16 октомври 1926 г. | My Official Wife           | изгубен филм |
| 23 октомври 1926 г. | The Better 'Ole            | синхронизирана музика; оцеляваща, няколко архивни копия |
| 30 октомври 1926 г. | Private Izzy Murphy        | изгубен филм |
| 27 ноември 1926 г.  | While London Sleeps        | изгубен филм |
| 1 декември 1926 г.  | The Third Degree           | оцеляващ, Библиотека на Конгреса, Wisconsin Center For Film and Theater Research |

### 1927
| Премиера             | Заглавие                    | Бележки |
| -------------------- | --------------------------- | --- |
| 8 януари 1927 г.     | Finger Prints               | изгубен филм |
| 15 януари 1927 г.    | Wolf's Clothing             | изгубен филм |
| 18 януари 1927 г.    | The Fortune Hunter          | изгубен филм |
| 22 януари 1927 г.    | Don't Tell the Wife         | изгубен филм |
| 19 февруари 1927 г.  | Hills of Kentucky           | незавършен/съкратен; Kodascope                                                                                          |
| 26 февруари 1927 г.  | The Gay Old Bird            | изгубен филм |
| 19 март 1927 г.      | White Flannels              | изгубен филм |
| 20 март 1927 г.      | What Every Girl Should Know | изгубен филм |
| 9 април 1927 г.      | Matinee Ladies              | изгубен филм |
| 23 април 1927 г.     | Bitter Apples               | синхронизирана музика; изгубен филм                                                                                     |
| 30 април 1927 г.     | The Brute                   | изгубен филм |
| 7 май 1927 г.        | Tracked by the Police       | оцеляващ, Библиотека на Конгреса и къщата на Джордж Ийстман                                                             |
| 14 май 1927 г.       | The Climbers                | изгубен филм |
| 21 май 1927 г.       | Irish Hearts                | изгубен филм |
| 22 май 1927 г.       | The Missing Link            | оцеляващ, няколко архивни копия                                                                                         |
| 28 май 1927 г.       | A Million Bid               | оцеляващ, Библиотека на Конгреса                                                                                        |
| 1 юни 1927 г.        | Simple Sis                  | изгубен филм |
| 4 юни 1927 г.        | The Black Diamond Express   | изгубен филм |
| 18 юни 1927 г.       | Dearie                      | изгубен филм |
| 25 юни 1927 г.       | What Happened to Father?    | изгубен филм |
| 23 юли 1927 г.       | The Heart of Maryland       | |
| 20 август 1927 г.    | The Bush Leaguer            | |
| 21 август 1927 г.    | When a Man Loves            | синхронизирана музика; оцеляващ, Къщата на Джордж Ийстман, Filmoteca Española (Мадрид)                                  |
| 27 август 1927 г.    | The Desired Woman           | изгубен филм |
| 3 септември 1927 г.  | Slightly Used               | изгубен филм |
| 4 септември 1927 г.  | Old San Francisco           | синхронизирана музика; оцеляващ, Къщата на Джордж Ийстман, Библиотека на Конгреса                                       |
| 10 септември 1927 г. | Jaws of Steel               | оцеляващ, Filmmuseum Nederlands (EYE Institut)                                                                          |
| 17 септември 1927 г. | One-Round Hogan             | изгубен филм |
| 18 септември 1927 г. | The First Auto              | синхронизирана музика; оцеляващ, Библиотека на Конгреса                                                                 |
| 24 септември 1927 г. | A Sailor's Sweetheart       | оцеляващ, BFI National Film and Television                                                                              |
| 6 октомври 1927 г.   | Джазовия певец              | Първи частично-говорещ филм. Най-високобюджетния филм на Уорнър, надминаващ „Дон Жуан“ със световни наеми от $2,625,000 |
| 8 октомври 1927 г.   | Sailor Izzy Murphy          | изгубен филм |
| 15 октомври 1927 г.  | The College Widow           | изгубен филм |
| 22 октомври 1927 г.  | A Reno Divorce              | изгубен филм |
| 29 октомври 1927 г.  | A Dog of the Regiment       | изгубен филм |
| 5 ноември 1927 г.    | Good Time Charley           | |
| 12 ноември 1927 г.   | Сребърният роб              | изгубен филм |
| 19 ноември 1927 г.   | Момичето от Чикаго          | изгубен филм |
| 26 ноември 1927 г.   | Великият Гинсбърг           | синхронизирана музика; изгубен филм                                                                                     |
| 3 декември 1927 г.   | Brass Knuckles              | оцеляващ, Cineteca Nazionale, Рим                                                                                       |
| 17 декември 1927 г.  | If I Were Single            | оцеляващ, BFI National Film and Television Archive                                                                      |
| 24 декември 1927 г.  | Ham and Eggs at the Front   | изгубен филм |
| 31 декември 1927 г.  | Husbands for Rent           | изгубен филм |

### 1928
| Премиера             | Заглавие                | Бележки |
| -------------------- | ----------------------- | --- |
| 14 януари 1928 г.    | Beware of Married Men   | оцеляващ, незавършен фрагмент от една макара, UCLA Film and Television Archive (Лос Анджелис)                       |
| 28 януари 1928 г.    | A Race for Life         | |
| 11 февруари 1928 г.  | The Little Snob         | частично-говорещ; изгубен филм                                                                                      |
| 25 февруари 1928 г.  | Across the Atlantic     | частично-говорещ |
| 10 март 1928 г.      | Powder My Back          | |
| 14 март 1928 г.      | Tenderloin              | частично-говорещ; изгубен филм                                                                                      |
| 28 март 1928 г.      | Domestic Troubles       | |
| 7 април 1928 г.      | The Crimson City        | |
| 21 април 1928 г.     | Rinty of the Desert     | |
| 26 април 1928 г.     | Glorious Betsy          | частично-говорещ |
| 12 май 1928 г.       | Pay as You Enter        | |
| 21 май 1928 г.       | Лъвът и мишката         | частично-говорещ |
| 26 май 1928 г.       | Five and Ten Cent Annie | частично-говорещ; оцеляващ, BFI National Film and Television, Лондон                                                |
| 18 юли 1928 г.       | Светлините на Ню Йорк   | Първи цело-говорещ филм                                                                                             |
| 11 август 1928 г.    | Women They Talk About   | частично-говорещ; изгубен филм                                                                                      |
| 25 август 1928 г.    | Caught in the Fog       | частично-говорещ; оцеляващ, BFI National Film and Television, Лондон                                                |
| 25 август 1928 г.    | State Street Sadie      | частично-говорещ; изгубен филм                                                                                      |
| 1 септември 1928 г.  | Среднощното такси       | частично-говорещ; оцеляващ, BFI National Film and Television, Лондон                                                |
| 6 септември 1928 г.  | The Terror              | цело-говорещ; изгубен филм                                                                                          |
| 9 септември 1928 г.  | Night Watch             | |
| 16 септември 1928 г. | Waterfront              | |
| 19 септември 1928 г. | The Singing Fool        | частично-говорещ. Най-високобюджетния филм на Уорнър, надминаващ „Джазовият певец“ със световни наеми от $5,916,000 |
| 23 септември 1928 г. | Show Girl               | |
| 14 октомври 1928 г.  | Do Your Duty            | изгубен филм |
| 18 октомври 1928 г.  | Land of the Silver Fox  | частично-говорещ; същестуващ, Къщата на Джордж Ийстман                                                              |
| 18 октомври 1928 г.  | Lilac Time              | |
| 27 октомври 1928 г.  | Beware of Bachelors     | частично-говорещ; филмова оцелява във Библиотеката на Конгреса във Вашингтон                                        |
| 1 ноември 1928 г.    | Noah's Ark              | частично-говорещ. Първия филм на Уорнър да струва повече 1 милиона долара.                                          |
| 3 ноември 1928 г.    | The Home Towners        | цело-говорещ; изгубен филм                                                                                          |
| 4 ноември 1928 г.    | The Haunted House       | |
| 11 ноември 1928 г.   | Outcast                 | |
| 1 декември 1928 г.   | On Trial                | цело-говорещ; изгубен филм                                                                                          |
| 2 декември 1928 г.   | Adoration               | |
| 8 декември 1928 г.   | The Little Wildcat      | частично-говорещ; изгубен филм                                                                                      |
| 9 декември 1928 г.   | The Barker              | оцеляващ, Музей на модерното изкуство, Ню Йорк Сити                                                                 |
| 15 декември 1928 г.  | My Man                  | частично-говорещ; изгубен филм                                                                                      |
| 22 декември 1928 г.  | Conquest                | цело-говорещ; изгубен филм                                                                                          |
| 26 декември 1928 г.  | The Ware Case           | |

### 1929
| Премиера             | Заглавие                         | Бележки                                                                     |
| -------------------- | -------------------------------- | --------------------------------------------------------------------------- |
| 6 януари 1929 г.     | Synthetic Sin                    | синхронизирана музика                                                       |
| 12 януари 1929 г.    | Cheyenne                         | синхронизирана музика; изгубен филм                                         |
| 12 януари 1929 г.    | Scarlet Seas                     |                                                                             |
| 26 януари 1929 г.    | Fancy Baggage                    | частично-говорещ; изгубен филм                                              |
| 27 януари 1929 г.    | Seven Footprints to Satan        | синхронизирана музика                                                       |
| 2 февруари 1929 г.   | Stark Mad                        | пуснат на цело-говореща версия и няма версия; изгубен филм                  |
| 3 февруари 1929 г.   | His Captive Woman                | частично-говорещ                                                            |
| 9 февруари 1929 г.   | The Greyhound Limited            | частично-говорещ                                                            |
| 9 февруари 1929 г.   | The Million Dollar Collar        | частично-говорещ; изгубен филм                                              |
| 10 февруари 1929 г.  | Weary River                      | частично-говорещ                                                            |
| 16 февруари 1929 г.  | The Redeeming Sin                | частично-говорещ; изгубен филм                                              |
| 17 февруари 1929 г.  | The Lawless Legion               | синхронизирана музика; изгубен филм                                         |
| 17 февруари 1929 г.  | The Royal Rider                  | синхронизирана музика; изгубен филм                                         |
| 23 февруари 1929 г.  | Stolen Kisses                    | частично-говорещ; изгубен филм                                              |
| 28 февруари 1929 г.  | Why Be Good?                     | синхронизирана музика                                                       |
| 3 март 1929 г.       | Children of the Ritz             |                                                                             |
| 10 март 1929 г.      | Saturday's Children              | частично-говорещ; изгубен филм                                              |
| 16 март 1929 г.      | One Stolen Night                 | частично-говорещ; изгубен филм                                              |
| 23 март 1929 г.      | Kid Gloves                       | частично-говорещ; съществуващ                                               |
| 24 март 1929 г.      | Queen of the Night Clubs         | цело-говорещ; изгубен филм                                                  |
| 24 март 1929 г.      | Love and the Devil               |                                                                             |
| 30 март 1929 г.      | Hardboiled Rose                  | частично-говорещ; изгубен филм                                              |
| 31 март 1929 г.      | The Divine Lady                  | синхронизирана музика                                                       |
| 6 април 1929 г.      | Без защита                       | частично-говорещ; изгубен филм                                              |
| 8 април 1929 г.      | Песен от пустинята               | цело-говорещ; част от Technicolor; Първия цветен филм на Уорнър             |
| 18 април 1929 г.     | Sonny Boy                        | цело-говорещ; изгубен филм                                                  |
| 20 април 1929 г.     | Замразената река                 | частично-говорещ; изгубен филм                                              |
| 27 април 1929 г.     | From Headquarters                | частично-говорещ; изгубен филм                                              |
| 28 април 1929 г.     | Къщата на ужасите                | частично-говорещ                                                            |
| 4 май 1929 г.        | Glad Rag Doll                    | частично-говорещ; изгубен филм                                              |
| 5 май 1929 г.        | Горещи неща                      | частично-говорещ                                                            |
| 9 май 1929 г.        | The Squall                       | цело-говорещ                                                                |
| 12 май 1929 г.       | Две седмици                      | частично-говорещ; изгубен филм                                              |
| 19 май 1929 г.       | Затворници                       | частично-говорещ; изгубен филм                                              |
| 23 май 1929 г.       | Летящият шотландец               | частично-говорещ; продуциран от British International Pictures и WB British |
| 2 юни 1929 г.        | Careers                          | цело-говорещ; изгубен филм                                                  |
| 22 юни 1929 г.       | Мадона от Авеню А                | цело-говорещ; изгубен филм                                                  |
| 23 юни 1929 г.       | The Girl in the Glass Cage       | частично-говорещ; изгубен филм                                              |
| 29 юни 1929 г.       | The Gamblers                     | цело-говорещ; изгубен филм                                                  |
| 30 юни 1929 г.       | Broadway Babies                  | цело-говорещ                                                                |
| 7 юли 1929 г.        | The Man and the Moment           | частично-говорещ; изгубен филм                                              |
| 8 юли 1929 г.        | The Time, The Place And The Girl | цело-говорещ; изгубен филм                                                  |
| 13 юли 1929 г.       | On with the Show                 | цело-говорещ; цяло в Technicolor; Първият пълно-цветен филм на Уорнър       |
| 14 юли 1929 г.       | Twin Beds                        | цело-говорещ; изгубен филм                                                  |
| 21 юли 1929 г.       | Drag                             | цело-говорещ                                                                |
| 28 юли 1929 г.       | Smiling Irish Eyes               | цело-говорещ; сегменти от Technicolour; изгубен филм                        |
| 4 август 1929 г.     | Hard to Get                      | цело-говорещ; изгубен филм                                                  |
| 10 август 1929 г.    | The Hottentot                    | цело-говорещ; изгубен филм                                                  |
| 11 август 1929 г.    | Мрачни улици                     | цело-говорещ; изгубен филм                                                  |
| 17 август 1929 г.    | The Argyle Case                  | цело-говорещ; изгубен филм                                                  |
| 24 август 1929 г.    | Say It with Songs                | цело-говорещ                                                                |
| 25 август 1929 г.    | Her Private Life                 | цело-говорещ; изгубен филм                                                  |
| 30 август 1929 г.    | Gold Diggers of Broadway         | цело-говорещ; цял Technicolor; изгубен филм                                 |
| 31 август 1929 г.    | Honky Tonk                       | цело-говорещ; изгубен филм                                                  |
| 31 август 1929 г.    | In the Headlines                 | цело-говорещ; изгубен филм                                                  |
| 1 септември 1929 г.  | Бърз живот                       | цело-говорещ; изгубен филм                                                  |
| 7 септември 1929 г.  | Skin Deep                        | цело-говорещ; изгубен филм                                                  |
| 14 септември 1929 г. | Сърца в изгнание                 | цело-говорещ; изгубен филм                                                  |
| 15 септември 1929 г. | The Careless Age                 | цело-говорещ; изгубен филм                                                  |
| 15 септември 1929 г. | The Great Divide                 | цело-говорещ                                                                |
| 22 септември 1929 г. | A Most Immoral Lady              | цело-говорещ; изгубен филм                                                  |
| 16 октомври 1929 г.  | The Isle of Lost Ships           | цело-говорещ                                                                |
| 17 октомври 1929 г.  | So Long Letty                    | цело-говорещ                                                                |
| 19 октомври 1929 г.  | Is Everybody Happy?              | цело-говорещ; изгубен филм                                                  |
| 20 октомври 1929 г.  | Young Nowheres                   | цело-говорещ; изгубен филм                                                  |
| 27 октомври 1929 г.  | The Girl from Woolworth's        | цело-говорещ; изгубен филм                                                  |
| 1 ноември 1929 г.    | Disraeli                         | цело-говорещ; номиниран за „Оскар“ за най-добър филм                        |
| 7 ноември 1929 г.    | Париж                            | цело-говорещ; част от Technicolor; изгубен филм                             |
| 8 ноември 1929 г.    | Footlights and Fools             | цело-говорещ; изгубен филм                                                  |
| 9 ноември 1929 г.    | The Sap                          | частично-говорещ; изгубен филм                                              |
| 10 ноември 1929 г.   | The Forward Pass                 | цело-говорещ; изгубен филм                                                  |
| 17 ноември 1929 г.   | Little Johnny Jones              | цело-говорещ; изгубен филм                                                  |
| 24 ноември 1929 г.   | The Sacred Flame                 | цело-говорещ; изгубен филм                                                  |
| 1 декември 1929 г.   | The Painted Angel                | цело-говорещ; изгубен филм                                                  |
| 5 декември 1929 г.   | Evidence                         | цело-говорещ; изгубен филм                                                  |
| 8 декември 1929 г.   | The Love Racket                  | цело-говорещ; изгубен филм                                                  |
| 14 декември 1929 г.  | Авиаторът                        | цело-говорещ; изгубен филм                                                  |
| 21 декември 1929 г.  | Tiger Rose                       | цело-говорещ; изгубен филм                                                  |
| 29 декември 1929 г.  | The Show of Shows                | цело-говорещ; част от Technicolour                                          |
| 29 декември 1929 г.  | Сватбените пръстени              | цело-говорещ; изгубен филм                                                  |